# Phil Anselmo
Philip "Phil" Hansen Anselmo (New Orleans, SAD, 30. lipnja 1968.) američki je heavy metal glazbenik, najpoznatiji kao glavni pjevač heavy metal sastava Pantera. Trenutno je pjevač u supergrupi Down i svojem samostalnom projektu Philip H. Anselmo & the Illegals, kao i u sastavu Superjoint Ritual. Bio je gitarist punk sastava Arson Anthem. 
Također je vlasnik Housecore Recordsa te je surađivao s drugim metal sastavima. Poznat je po mnogobrojnim glazbenim projektima, kao što su trenutna supergrupa Scour i novi samostalni projekt En Minor koji će predstavljati njegov odgovor na rane uticaje novog vala i drugih alternativnih glazbenog žanrova na njega.

## Diskografija
Pantera
- Power Metal (1988.)
- Cowboys from Hell (1990.)
- Vulgar Display of Power (1992.)
- Far Beyond Driven (1994.)
- The Great Southern Trendkill (1996.)
- Reinventing the Steel (2000.)

Down
- NOLA (1995.)
- Down II: A Bustle in Your Hedgerow (2002.)
- Down III: Over the Under (2007.)

Superjoint
- Use Once and Destroy (2002.)
- A Lethal Dose of American Hatred (2003.)
- Caught Up in the Gears of Application (2016,)